# حزب دموکراتیک کوزوو
حزب دموکراتیک کوزوو (انگلیسی: Democratic Party of Kosovo) بزرگترین حزب سیاسی در این کشور است و علامت اختصاری آن (PDK) می‌باشد.
این حزب در اصل از دل حزب سوسیالیست دموکراتیک ارتش آزادیبخش بعد از جنگ بیرون آمده که اکثر رهبران ان از پ ام کا بودند که در کنگره ژانویه ۲۰۱۳ در جناح راست میانه حزب قرار داشتند. این اصلی‌ترین حزب میانه راست کوزوو است. این حزب دارای تمایلات قوی سوسیالیستی با گرایش لیبرالیسم می‌باشد. رهبر آن کادری وسلی از رهبران ارتش آزادیبخش قبلی و اولین نخست وزیر بعد از جنگ است. بایرام رژپی به حزب دموکراتیک کوزوو تعلق دارد.

## پیشینه
حزب دموکراتیک کوزوو در ۱۴ می ۱۹۹۹ از شاخه ارتش آزادی‌بخش کوزوو تحت عنوان حزبی برای پیشرفت دموکراتیک کوزوو تأسیس شد اما در ۲۱ می ۲۰۰۰ تغییر نام داد. حزب در منطقه گسترش یافت در ابتدا در انتخابات ۲۰۰۷ بر اکثر کرسی‌های دولتی دست یافت و در انتخابات شهرداری ها در سال ۲۰۰۹ در اکثر مناطق پیروز شد. (PDK) در ۲۰۱۰ مندیت حکومتی خود را تجدید کرد. اعضای حزب دموکراتیک کوزوو در ۲۰۰۱ در لیست سیاه بودند. در انتخابات ۲۰۰۴ مجلس ۹/۲۸ در صد یعنی ۳۰ کرسی از ۱۲۰ کرسی را بدست آوردند. در انتخابات ۲۰۰۷ صاحب ۳۵ در صد و در انتخابات مورد مناقشه ۲۰۰۹ باز صاحب ۳۲ درصد کرسی شد. بعد از ۱۴ سال هاشم تقی از رهبری حزب استعفا داد تا رئیس جمهور شود که بعد از او در ۲۰۱۶ کاردی وسلی سخنگوی حزب جانشین او شد.

## انتخابات ۲۰۱۰
انتخابات پارلمانی که در ۱۲ دسامبر ۲۰۱۰ برگزار شد اولین انتخاباتی بود که اهالی کوزوو بعد از استقلال برگزار می‌کردند. بعد از نتایج اولیه هاشم تقی با بدست آوردن ۳۲ در صد کرسی‌ها پیروزی حزب (PDK) یعنی حزب دموکراتیک کوزوو را اعلام کرد. او گفت در نظر دارد که ۴ سال دیگر حکومت کند. بعد از اتهام تقلب در رأی‌گیری مجدداً در چند شهرداری رأی گری تکرار شد. هاشم با اتحادیه کوزوو جدید (آ کا آر) برهبری بهجت پاسولی رئیس جمهور سابق ائتلاف کرد و بیش از ۳۰ درصد آراء را بدست آورد که با ۸ در صد آراء در رده ۴ قرار گرفت.
انتخابات با تصمیم صرب ها که تصمیم گرفتند تا انتخابات مورد مناقشه را تکمیل کنند موجب استقبال مردم شد و مشارکت آنها بیشتر از معمول بود که در پی تأیید نهایی نتایج انتخابات؛ (PDK) و (AKR) دولتی را با برنامه رویکرد به اتحادیه اروپا تشکیل دادند. دولت جدید بسیاری از جوانان عضو (PDK) را در خود جای داد؛ نظیر بردی هماز مملی؛ کراسینیج؛ ولرا سیتاکو؛ بلراند استاویلسی؛ پتریت سلیمیگ و غیره.

## سوء استفاده از قدرت
مقامات کلیدی سرویس اطلاعاتی کوزوو که به (PDK) نزدیک هستند مقامات اجرایی در حزب مخالف خود در (ال دی کا)؛ از جمله کاردی وسلی سخنگوی پارلمان و نمایندگان پارلمان المی رتیبساگ فادیلدماکو و نمایندگان سابق پارلمان فاتمیر ژلیلی و لطیف گاشی را متهم به فساد کردند. پارلمانتر رستم مصطفی و لطیف گاشی بعد از دریافت تأییدیه محکومیت جنایات جنگی از مقام های خود در ۲۰۱۵ استعفا دادند. پارلمانتر عظیم سولا عضو (PDK) به اتهام ارتباط با یک گروه جنایتکار بزرگ که املاکی بارزش ۳۰ میلیون یورو در حومه پریشتینا را تصاحب کرده بود در آوریل ۲۰۱۶ تحت پیگرد قرار گرفت.
هفت تن از ده شهردارانی که عضو (PDK) بودند مظنون به سوء استفاده از مقام و سایر فعالیت های جنایی شدند. سامی لوشتاکو از منطقه اسکندریا به اتهام جنایات جنگی به ۱۲ سال محکوم شد و همزمان به اتهام دست داشتن در یک کیس فساد تحت بازجویی است. او از زندان برای انتخاب شدن در انتخابات شهرداری ها شرکت کرد و به کار اصلی خود نیز در زندان ادامه می‌داد.
نژاد داماکو از درناس به یکسال حبس محکوم شد و همزمان در ارتباط با یک کیس فساد دیگر تخت بازجویی است. سلیم ینوزی از دراگاش مورد اتهام قرار گرفت اما بی‌تقصیر شناخته شد. بایرام مولاکو از ووشتریا و بگازد سینانی از کامنیتسا تحت بازجویی قرار گرفتند ولی متهم شناخته نشدند. سینانی نیز مجدداً برای آنچه شکار غیرقانونی گفته می‌شود تحت بازجویی قرار گرفت. شهردار سابق لاپیان شکری بویا به اتهام افشا نکردن املاک به سرویس ضد فساد به ۴ ماه زندان تعلیقی محکوم شد؛ این در حالی است که شهردار ویتیا نجم‌الدین عارفی به اتهام سوء استفاده اداری به ۱۸ ماه زندان محکوم گردید. جابر ژارکو از کانسانیک به سه سال زندان محکوم شد این محکومیت در ارتباط با یک کیس خصوصی و یک تصاحب غیرقانونی با تهدید یک آتش‌نشان به استعفا از کارش بود؛ اما به او اجازه داده شد که به سوئد فرار کند جایی که هم اینک در آنجا زندگی می‌کند.
رومادان مویا از پریزرن در دادگاه بدوی تحت تعقیب بود. کیس او محاکمه مجدد است. مویا برای انتخاب مجدد اقدام کرد و برای بار دوم شهردار شد. شهردار سابق فریزای؛ بایروش جمالی یک مجازات دوساله را در ۲۰۱۴ شروع کرد. اتهام او قتل یک شهروند در یک تصادف رانندگی در ۲۰۰۹ است. دادستان در مورد شهردار سابق جیلان؛ کمال مصطفی در ارتباط با یک مناقصه راه‌سازی تحقیقاتی را شروع کرد اما پرونده‌ای تشکیل نشد. سوکول باشوتا از کلینا در رابطه با سوء استفاده مقام تحت بازجویی بود.
در سال ۲۰۰۰ گانی تاتسی برادر رهبر (پ د کا) هاشم تاتسی در یک حمله به پریشتینا یک میلیون مارک آلمان (۵۰۰۰۰۰ یورو) پول نقد از او پیدا شد. منشأ این پول مشخص نبود. در زمان کار وزیر داخله بایرام رجبی در حدود یک و نیم میلیون یورو در ارتباط با تولید پاسپورت بوسیله یک شرکت اتریشی حیف و میل شده بود. بعدها ۲۰۰هزار یوروی ان در دست راننده کادری وسلی کشف شد.
آدم گرابوتسی رهبر گروه پارلمانی (PDK) در یک افتضاح که از شنود تحقیقاتی بدست آمد درگیر شد؛ که در ان آدم گرابوتسی؛ هاشم تاتسی و ولورا تسیتاکو دربارهٔ استخدام عموی گرابوویتسی بنام نسور جوتسی صحبت می‌کردند. کمی بعد نسور جوتسی به مدیریت دانشگاه پزشکی پریشتینا منصوب شد. در یک افتضاح دیگر پسران گرابوتسی چند افسر پلیس را مضروب کردند. آنها به شش ماه زندان محکوم شدند که مابازاء هرکدام ۳۰۰۰ یورو پرداخت کردند.

## نتایج انتخابات
| سال  | تعداد آرا | درصد آرا | تعداد کرسی | منطقه      |
| ---- | --------- | -------- | ---------- | ---------- |
| ۲۰۰۱ | ۲۰۲٬۶۲۲   | ۲۵٫۷٪    | ۲۶         | Coalition  |
| ۲۰۰۴ | ۳۱۳٬۴۳۷   | ۴۵٫۴٪    | ۴۷         | Opposition |
| ۲۰۰۷ | ۱۹۶٬۲۰۷   | ۳۴٫۳٪    | ۳۷         | Coalition  |
| ۲۰۱۰ | ۲۲۴٬۳۳۹   | ۳۲٫۱٪    | ۳۴         | Coalition  |
| ۲۰۱۴ | ۲۲۲٬۱۸۱   | ۳۰٫۴٪    | ۳۷         | Coalition  |
| ۲۰۱۷ | ۲۳۷٬۸۳۳   | ۳۳٫۹٪    | ۲۱         |            |